# Unité de mesure
Pour les articles homonymes, voir Unité et Mesure.
 (juillet 2012).
Si vous disposez d'ouvrages ou d'articles de référence ou si vous connaissez des sites web de qualité traitant du thème abordé ici, merci de compléter l'article en donnant les références utiles à sa vérifiabilité et en les liant à la section « Notes et références ».

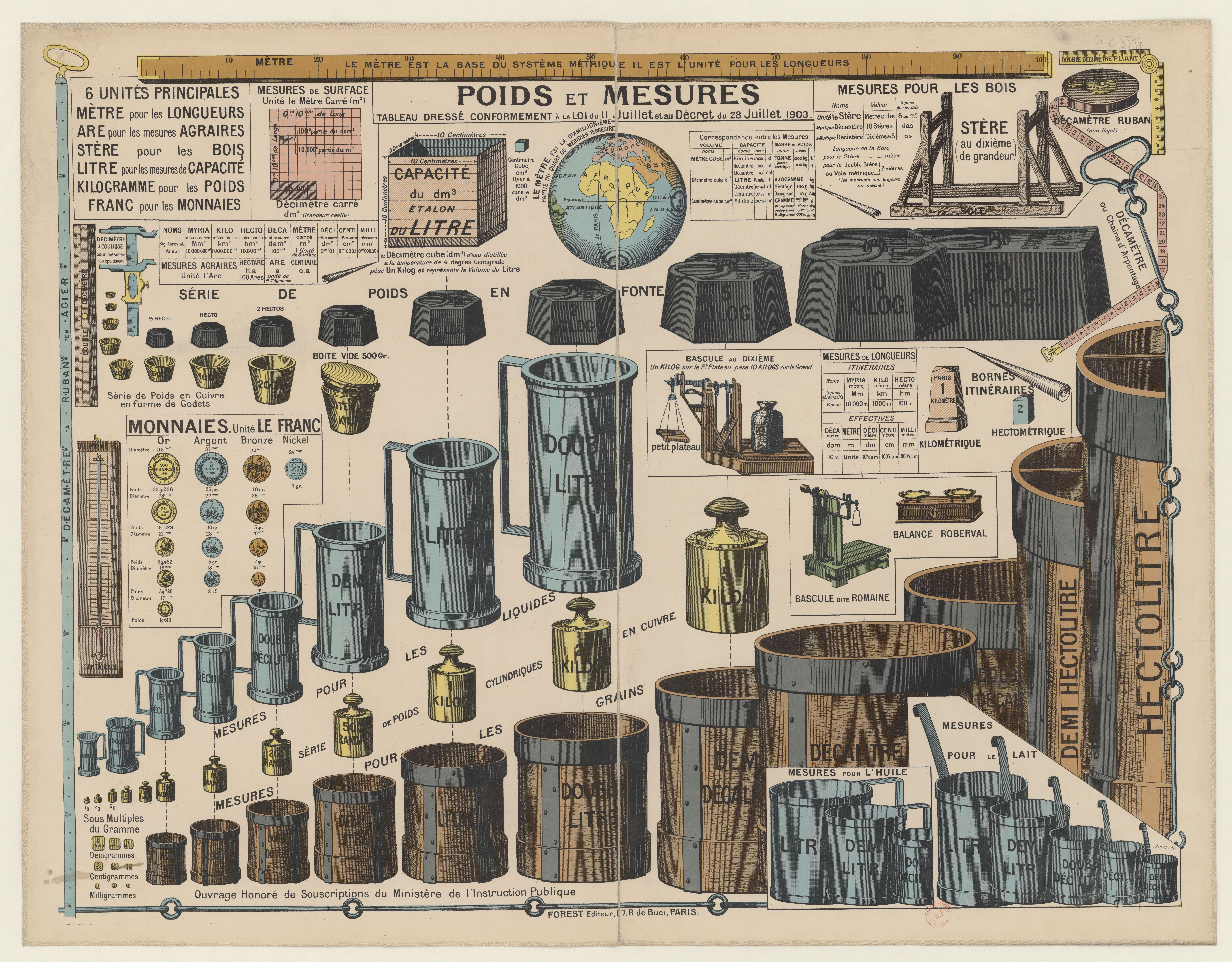
Poids et mesures définis par à la loi française du 11 juillet 1903.

En physique et en métrologie, une unité de mesure est une « grandeur scalaire réelle, définie et adoptée par convention, à laquelle on peut comparer toute autre grandeur de même nature pour exprimer le rapport des deux grandeurs sous la forme d'un nombre ».
Une unité de mesure peut être définie à partir de constantes fondamentales ou par un étalon, utilisé pour la mesure.
Les systèmes d'unités, définis en cherchant le plus large accord dans le domaine considéré, sont rendus nécessaires par la méthode scientifique, dont l'un des fondements est la reproductibilité des expériences (donc des mesures), ainsi que par le développement des échanges d'informations commerciales ou industrielles.
Différents systèmes d'unités reposent sur des choix différents du jeu d'unités fondamentales, mais de nos jours le système d'unités le plus utilisé est le Système international d'unités (SI). Celui-ci comprend sept unités de base. Toutes les autres unités rattachés au SI peuvent être dérivées de ces unités de base.

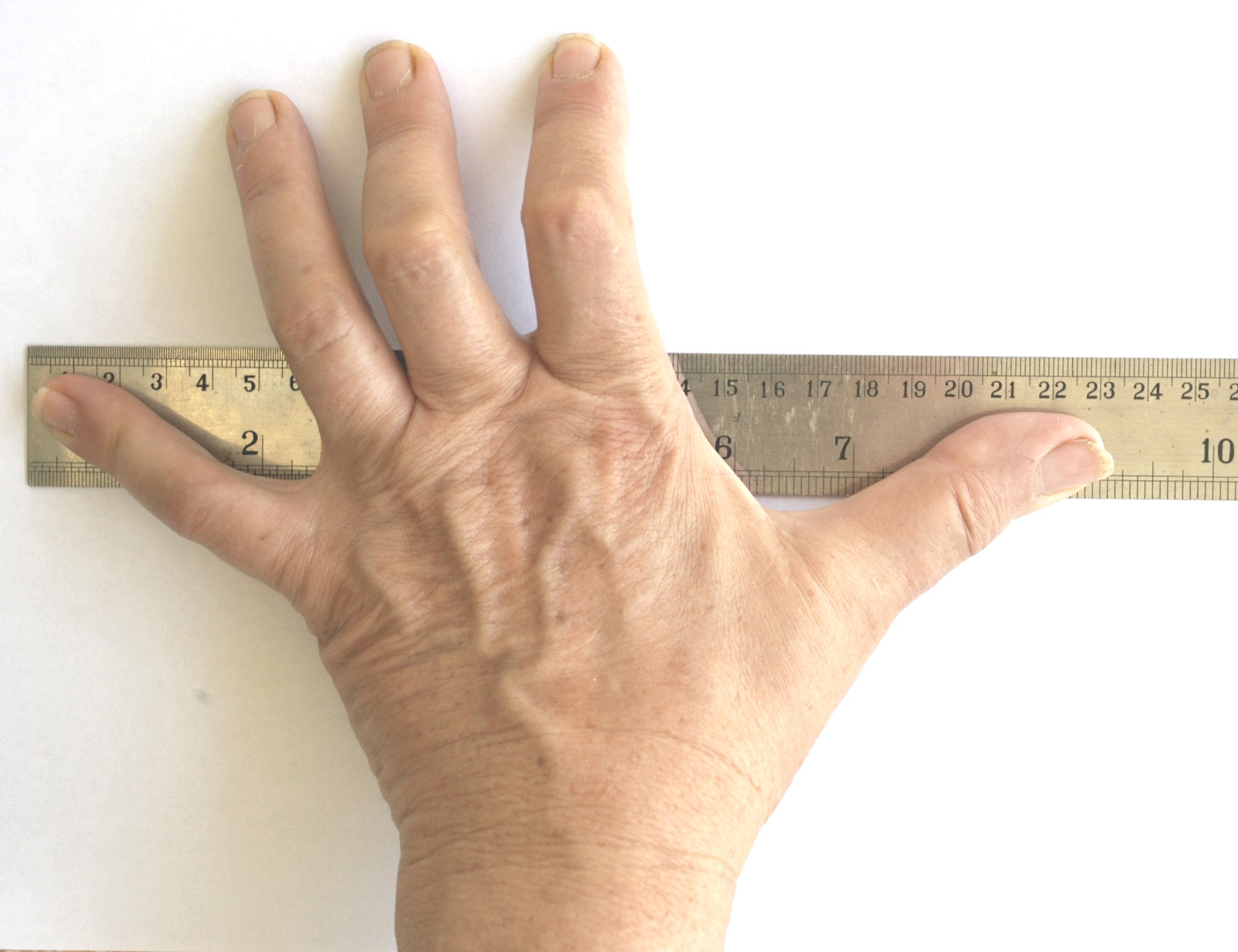
Mesure de l’écart entre le pouce et l’auriculaire.

## Noms et symboles des unités
Par convention, les noms d'unités sont des noms communs qui s'écrivent en minuscules (même s'ils proviennent de noms propres de savants : « kelvin » et non « Kelvin », « ampère » et non « Ampère », etc.) et qui prennent donc en français la marque du pluriel (exemple : un volt, deux volts).
Le symbole d'une unité est (ou commence par) :
- une majuscule si le nom dérive de celui d'une personne : « V » pour le volt (Alessandro Volta), « A » pour l'ampère (André-Marie Ampère), « Pa » pour le pascal (Blaise Pascal), etc. ;
- une minuscule dans le cas contraire (« m » pour le mètre, « s » pour la seconde, etc.), avec une exception : pour le litre, les deux symboles « l » et « L » sont autorisés[a].

Les symboles d'unité ne prennent pas la marque du pluriel (ex. : 3 kg et non 3 kgs). Ce ne sont pas des abréviations : ils ne sont pas suivis d'un point (sauf bien sûr en fin de phrase).
Selon la règle, l'écriture correcte du nom de l'unité dont le symbole est °C est « degré Celsius » (l'unité degré commence par la lettre d en minuscule et le qualificatif « Celsius » commence par la lettre C en majuscule, parce que c'est un nom propre). Les caractères « ° » et « C » sont indissociables. Cependant, on ne doit pas parler de « degrés Kelvin », ni utiliser le symbole « °K », mais parler de kelvins et utiliser le symbole K.
Ajouter un préfixe multiplicateur ou diviseur ne change pas le nom ni le symbole. Exemples : mm = millimètre, mA = milliampère, mHz = millihertz ; MHz = mégahertz, MΩ = mégaohm, etc.

## Unités du Système international

### Unités de base du SI
| Grandeur physique               | Symbole de la grandeur | Symbole de la dimension | Nom de l'unité | Symbole de l'unité | Description (jusqu'en 2019) |
| ------------------------------- | ---------------------- | ----------------------- | -------------- | ------------------ | --- |
| longueur                        | l, x, r…               | L                       | mètre          | m                  | Le mètre est la longueur du trajet parcouru dans le vide par la lumière pendant une durée de 1/299 792 458 seconde (17e CGPM (1983), Résolution 1, CR 97). Historiquement, la première définition officielle et pratique du mètre (1791) était basée sur la circonférence de la Terre, et valait 1/40 000 000 d'un méridien. Auparavant, le mètre fut proposé en tant qu'unité universelle de mesure comme la longueur d'un pendule qui oscille avec une demi-période d'une seconde (John Wilkins (1668) puis Tito Livio Burattini (1675). |
| masse                           | m                      | M                       | kilogramme     | kg                 | Le kilogramme (nom originel, le grave) est l'unité de masse. Il est égal à la masse du prototype international du kilogramme. Ce dernier, en platine-iridium (90 % - 10 %), est gardé au Bureau international des poids et mesures à Sèvres, en France (1re CGPM (1889), CR 34-38). Historiquement, c'est la masse d'un décimètre cube d'eau, soit un litre, à 4 °C. |
| temps                           | t                      | T                       | seconde        | s                  | La seconde est la durée de 9 192 631 770 périodes de la radiation correspondant à la transition entre les deux niveaux hyperfins de l'état fondamental de l'atome de césium 133 à une température de 0 K (13e CGPM (1967-1968), Résolution 1, CR 103). |
| intensité de courant électrique | I, i                   | I                       | ampère         | A                  | L'ampère est l'intensité d'un courant constant qui, maintenu dans deux conducteurs parallèles, rectilignes, de longueur infinie, de section circulaire négligeable et placés à une distance d'un mètre l'un de l'autre dans le vide produirait entre ces conducteurs une force égale à 2 × 10−7 newton par mètre de longueur (9e CGPM (1948), Résolution 7, CR 70). |
| température thermodynamique     | T                      | Θ (thêta)               | kelvin         | K                  | Le kelvin, unité de température thermodynamique, est la fraction 1/273,16 de la température thermodynamique du point triple de l'eau (13e CGPM (1967), Résolution 4, CR 104) Cette définition fait du kelvin une mesure de température égale en variation à celle du degré Celsius, mais basée sur le zéro absolu. |
| quantité de matière             | n                      | N                       | mole           | mol                | La mole est la quantité de matière d'un système contenant autant d'entités élémentaires qu'il y a d'atomes dans 0,012 kilogramme de carbone 12 (14e CGPM (1971), Résolution 3, CR 78). Ce nombre est appelé nombre d'Avogadro. Lorsque l'on emploie la mole, les entités élémentaires doivent être spécifiées et peuvent être des atomes, des molécules, des ions, des électrons, d'autres particules ou des groupements spécifiés de telles particules.                                                                                   |
| intensité lumineuse             | IV                     | J                       | candela        | cd                 | La candela est l'intensité lumineuse, dans une direction donnée, d'une source qui émet un rayonnement monochromatique de fréquence 540 × 1012 hertz et dont l'intensité énergétique dans cette direction est de 1⁄683 watt par stéradian (16e CGPM (1979) Résolution 3, CR 100). |

### Unités dérivées du SI
Les colonnes « M - L - T - I - Θ (thêta) - N - J » précisent les « facteurs dimensionnels » des grandeurs dérivées, correspondant aux « expressions » dans les unités de base du Système international « kg - m - s - A - K - mol - cd ».
| Grandeur physique                                | Nom de l'unité                | Symbole de l'unité | Expression         | M  | L  | T  | I  | Θ  | N  | J | Relation                                                              |
| ------------------------------------------------ | ----------------------------- | ------------------ | ------------------ | -- | -- | -- | -- | -- | -- | - | --------------------------------------------------------------------- |
| Fréquence                                        | hertz                         | Hz                 | s−1                |    |    | -1 |    |    |    |   | Fréquence = 1 / période                                               |
| Force                                            | newton                        | N                  | kg m s−2           | 1  | 1  | -2 |    |    |    |   | Force = masse × accélération                                          |
| Pression et contrainte                           | pascal                        | Pa                 | N m−2 ou J m−3     | 1  | -1 | -2 |    |    |    |   | Pression = force / surface                                            |
| Travail, énergie et quantité de chaleur          | joule                         | J                  | N m                | 1  | 2  | -2 |    |    |    |   | Travail = force × distance ; énergie cinétique = masse × vitesse2 / 2 |
| Puissance, flux énergétique et flux thermique    | watt                          | W                  | J s−1              | 1  | 2  | -3 |    |    |    |   | Puissance = travail / temps                                           |
| Charge électrique et quantité d'électricité      | coulomb                       | C                  | A s                |    |    | 1  | 1  |    |    |   | Charge = courant × temps                                              |
| Force électromotrice et tension électrique       | volt                          | V                  | J C−1 ou J s−1 A−1 | 1  | 2  | -3 | -1 |    |    |   | Tension = travail / charge                                            |
| Résistance                                       | ohm                           | Ω                  | V A−1              | 1  | 2  | -3 | -2 |    |    |   | Résistance = tension / courant                                        |
| Conductance électrique                           | siemens                       | S                  | A V−1 ou Ω−1       | -1 | -2 | 3  | 2  |    |    |   | Conductance = courant / tension                                       |
| Capacité électrique                              | farad                         | F                  | C V−1              | -1 | -2 | 4  | 2  |    |    |   | Capacité = charge / tension                                           |
| Champ magnétique                                 | tesla                         | T                  | V s m−2            | 1  |    | -2 | -1 |    |    |   | Induction = tension × temps / surface                                 |
| Flux magnétique                                  | weber                         | Wb                 | V s                | 1  | 2  | -2 | -1 |    |    |   | Flux d'induction = tension × temps                                    |
| Inductance                                       | henry                         | H                  | V s A−1            | 1  | 2  | -2 | -2 |    |    |   | Inductance = tension × temps / courant                                |
| Température Celsius                              | degré Celsius                 | °C                 | K - 273,15         |    |    |    |    | 1  |    |   |                                                                       |
| Angle plan                                       | radian                        | rad                |                    |    | 0  |    |    |    |    |   |                                                                       |
| Angle solide                                     | stéradian                     | sr                 |                    |    | 0  |    |    |    |    |   |                                                                       |
| Flux lumineux                                    | lumen                         | lm                 | cd sr              |    |    |    |    |    |    | 1 |                                                                       |
| Éclairement lumineux                             | lux                           | lx                 | cd sr m−2          |    | -2 |    |    |    |    | 1 |                                                                       |
| Activité (radioactive)                           | becquerel                     | Bq                 | s−1                |    |    | -1 |    |    |    |   |                                                                       |
| Dose radioactive et kerma                        | gray                          | Gy                 | J kg−1             |    | 2  | -2 |    |    |    |   |                                                                       |
| Dose équivalente et dose efficace                | sievert                       | Sv                 | J kg−1             |    | 2  | -2 |    |    |    |   |                                                                       |
| Activité catalytique                             | katal                         | kat                | mol s−1            |    |    | -1 |    |    | 1  |   |                                                                       |
| Superficie, aire                                 | mètre carré                   |                    | m2                 |    | 2  |    |    |    |    |   |                                                                       |
| Volume                                           | mètre cube                    |                    | m3                 |    | 3  |    |    |    |    |   |                                                                       |
| Vitesse                                          | mètre par seconde             |                    | m s−1              |    | 1  | -1 |    |    |    |   |                                                                       |
| Vitesse angulaire                                | radian par seconde            |                    | rad s−1            |    |    | -1 |    |    |    |   |                                                                       |
| Accélération                                     | mètre par seconde carrée      |                    | m s−2              |    | 1  | -2 |    |    |    |   |                                                                       |
| Accélération angulaire                           | radian par seconde carrée     |                    | rad s−2            |    |    | -2 |    |    |    |   |                                                                       |
| Moment d'une force                               | newton mètre                  |                    | N m                | 1  | 2  | -2 |    |    |    |   |                                                                       |
| Nombre d'onde                                    | mètre à la puissance moins un |                    | m−1                |    | -1 |    |    |    |    |   |                                                                       |
| Masse volumique                                  | kilogramme par mètre cube     |                    | kg m−3             | 1  | -3 |    |    |    |    |   |                                                                       |
| Masse linéique                                   | kilogramme par mètre          |                    | kg m−1             | 1  | -1 |    |    |    |    |   |                                                                       |
| Volume massique                                  | mètre cube par kilogramme     |                    | m3 kg−1            | -1 | 3  |    |    |    |    |   |                                                                       |
| Concentration molaire                            | mole par mètre cube           |                    | mol m−3            |    | -3 |    |    |    | 1  |   |                                                                       |
| Volume molaire                                   | mètre cube par mole           |                    | m3 mol−1           |    | 3  |    |    |    | -1 |   |                                                                       |
| Capacité thermique et entropie                   | joule par kelvin              |                    | J K−1              | 1  | 2  | -2 |    | -1 |    |   | kg m2 K−1 s−2                                                         |
| Capacité thermique molaire et entropie molaire   | joule par mole kelvin         |                    | J mol−1 K−1        | 1  | 2  | -2 |    | -1 | -1 |   | kg m2 mol−1 K−1 s−2                                                   |
| Capacité thermique massique et entropie massique | joule par kilogramme kelvin   |                    | J kg−1 K−1         |    | 2  | -2 |    | -1 |    |   | m2 K−1 s−2                                                            |
| Énergie molaire                                  | joule par mole                |                    | J mol−1            | 1  | 2  | -2 |    |    | -1 |   | kg m2 mol−1 s−2                                                       |
| Énergie massique                                 | joule par kilogramme          |                    | J kg−1             | 0  | 2  | -2 |    |    |    |   | m2 s−2                                                                |
| Énergie volumique                                | joule par mètre cube          |                    | J m−3              | 1  | -1 | -2 |    |    |    |   | kg m−1 s−2                                                            |
| Tension capillaire                               | newton par mètre              |                    | N m−1              | 1  |    | -2 |    |    |    |   | kg s−2                                                                |
| Flux thermique                                   | watt par mètre carré          |                    | W m−2              | 1  |    | -3 |    |    |    |   | kg s−3                                                                |
| Conductivité thermique                           | watt par mètre-kelvin         |                    | W m−1 K−1          | 1  | 1  | -3 |    | -1 |    |   | m kg K−1 s−3                                                          |
| Viscosité cinématique                            | mètre carré par seconde       |                    | m2 s−1             |    | 2  | -1 |    |    |    |   |                                                                       |
| Viscosité dynamique                              | pascal-seconde                |                    | Pa s               | 1  | -1 | -1 |    |    |    |   | kg m−1 s−1                                                            |
| Densité de charge                                | coulomb par mètre cube        |                    | C m−3              |    | -3 | 1  | 1  |    |    |   | A s m−3                                                               |
| Densité de courant                               | ampère par mètre carré        |                    | A m−2              |    | -2 |    | 1  |    |    |   |                                                                       |
| Conductivité électrique                          | siemens par mètre             |                    | S m−1              | -1 | -3 | 3  | 2  |    |    |   | A2 s3 kg−1 m−3                                                        |
| Conductivité molaire                             | siemens mètre carré par mole  |                    | S m2 mol−1         | -1 |    | 3  | 2  |    | -1 |   | A2 s3 kg−1 mol−1                                                      |
| Permittivité                                     | farad par mètre               |                    | F m−1              | -1 | -3 | 4  | 2  |    |    |   | A2 s4 kg−1 m−3                                                        |
| Perméabilité magnétique                          | henry par mètre               |                    | H m−1              | 1  | 1  | -2 | -2 |    |    |   | m kg s−2 A−2                                                          |
| Champ électrique                                 | volt par mètre                |                    | V m−1              | 1  | 1  | -3 | -1 |    |    |   | m kg A−1 s−3                                                          |
| Excitation magnétique                            | ampère par mètre              |                    | A m−1              |    | -1 |    | 1  |    |    |   |                                                                       |
| Luminance                                        | candela par mètre carré       |                    | cd m−2             |    | -2 |    |    |    |    | 1 |                                                                       |
| Quantité de lumière                              | lumen-seconde                 |                    | lm⋅s               |    |    | 1  |    |    |    | 1 |                                                                       |
| Exposition (rayon X et rayon gamma)              | coulomb par kilogramme        |                    | C kg−1             | -1 |    | 1  | 1  |    |    |   | A s kg−1                                                              |
| Débit de dose                                    | gray par seconde              |                    | Gy s−1             |    | 2  | -3 |    |    |    |   | m2 s−3                                                                |
| Débit massique                                   | kilogramme par seconde        |                    | kg s−1             | 1  |    | -1 |    |    |    |   |                                                                       |
| Débit volumique                                  | mètre cube par seconde        |                    | m3 s−1             |    | 3  | -1 |    |    |    |   |                                                                       |

### Unités homogènes
Les unités de chaque grandeur physique doivent être homogènes, c'est-à-dire s'exprimer en fonction des unités fondamentales.
Le tableau ci-dessous donne un rappel de conversion de grandeurs physiques (mécanique) composite, en fonction de l’expression de la longueur (L), du temps (T) et de la masse (M).
| longueur | temps   | masse       | force    | pression           | vitesse           | masse volumique            | énergie   |
| -------- | ------- | ----------- | -------- | ------------------ | ----------------- | -------------------------- | --------- |
| L        | T       | M           | M L T−2  | M T−2 L−1          | L T−1             | M L−3                      | M L2 T−2  |
| m        | s       | kg          | kg m s−2 | N m−2 [kg m−1 s−2] | m s−1             | kg m−3                     | kg m2 s−2 |
| m        | s       | 103 g       | N        | Pa                 | m s−1             | 103 g m−3                  | J         |
| mètre    | seconde | 103 grammes | newton   | pascal             | mètre par seconde | 103 grammes par mètre cube | joule     |

## Unités hors du Système international d'unités
Avant l'adoption du Système international d'unités (cf. infra), d'autres systèmes d'unités ont été utilisés à des fins variées, par exemple :
- le système d'unités CGS (centimètre-gramme-seconde) ;
- le système MTS (mètre-tonne-seconde) ;
- le système MKSA (mètre, kilogramme, seconde, ampère), ancêtre du Système international actuel ;
- le système d'unités de Planck et les unités naturelles ;
- le système d'unités géométriques ;
- les systèmes d'unités de mesure anglo-saxonnes ;
- le système d'unités de mesure chinois.

Certains pays ou professions, par tradition culturelle ou de corporation, continuent à utiliser tout ou partie d'anciens systèmes d'unités.

### Unités traditionnelles non standard
Des unités non standard sont encore en usage au sein de professions particulières.
- Le morgan et le centimorgan sont des unités de calcul de fréquence de recombinaison en génétique.
- Le curie (symbole Ci) est une ancienne unité de radioactivité, équivalente approximativement à l'activité de 1 g de l'isotope du radium 226Ra.
- La verste (versta, верста en russe) est une ancienne unité de mesure russe, équivalente à 500 sajènes (саженьe), soit 3 500 pieds anglais ou 1,066 8 km.
- Le quintal est une unité de masse qui n'est pratiquement plus usitée (parfois à l'oral dans le Nord de la France), un quintal équivalant à 100 kilogrammes.
- Le carat et le zolotnik sont usités dans l'industrie de la joaillerie et des pierres précieuses.

### Unités sans dimension
Elles sont obtenues en faisant le rapport de deux grandeurs de même dimension :
- radian et stéradian, respectivement unité d'angle plan et unité d'angle solide ;
- bel, unité d'amplification et de niveau sonore dont on utilise surtout le sous-multiple décibel.

## Signification des systèmes d'unités
Autrefois, les unités de poids et de longueur étaient fondées soit sur un objet concret appelé étalon (partie du corps humain ou objet telle une perche), soit sur un usage particulier, soit sur une action qui permettait de mesurer. En conséquence, les mesures avec ce type de systèmes étaient variables (nous n'avons pas tous le même « pied »). C'est pourquoi le Système international (SI) a adopté des définitions d'unités en fonction de paramètres invariables, ou supposés tels.
Aujourd'hui, parmi les unités de base du SI, seul le kilogramme est encore défini en relation avec un objet matériel (l'étalon du Bureau international des poids et mesures, donc susceptible de s'altérer. En 2018, des propositions de nouvelles définitions du Système international d'unités tentent de lui trouver une description plus universelle et stable.

### Étalons issus de parties du corps humain

#### Unités de longueur
- Pied : 30,48 cm (mesure actuelle définie par rapport au Système international d'unités).
- Pouce : 2,54 cm (mesure actuelle définie par rapport au Système international d'unités).
- Paume : dans la largeur ou la longueur.
- Verge ou yard : 91,44 cm (mesure actuelle définie par rapport au Système international d'unités).
- Coudée : du coude au bout des doigts.
- Brassée ou Brasse : longueur mesurée d'une main à l'autre, en passant par les épaules, bras.

### Étalons issus d'objets usuels

#### Unités de longueur
- Perche

La perche était la mesure employée par les arpenteurs.
La perche ordinaire valait 20 pieds, soit 6,496 m.
- Grain (poids et longueur).
- Encablure.
- Lieue.

#### Unités de masse
- Tonne : du gaulois tunna, peau de bête dont on faisait des outres et dont le sens est passé à barrique.

#### Unités de volume
- Baril : 159 L environ, utilisé pour le pétrole uniquement.

### Étalons issus d'actions

#### Unités de longueur
- Pas : distance parcourue en une ou deux enjambées : une dans la langue moderne, deux dans la Rome antique (passus), le pas d'une enjambée étant alors nommé gradus (qui a donné « grade »).
- Mille marin (appelé abusivement mille nautique de la traduction de l'anglais nautical mile) correspondait initialement à la distance d'une minute d'arc sur un parallèle à la latitude de 45°. En 1929, la valeur du mille a été définie en se basant sur une circonférence moyenne de la Terre de 40 000 km, soit 1 851,85 m, valeur arrondie à 1 852 m (les Britanniques comptent 1 853,184 m).

#### Unités de surface
- Journal : surface que l'on labourait en une journée.
- Sétérée : surface que l'on ensemençait avec un setier de grains.

#### Unités de vitesse
- Le nœud (de nodus en latin) est une unité de mesure de la vitesse, utilisée par les transports maritimes et aériens. Un nœud correspond à un mille marin (1 852 m) à l'heure.

Il se mesurait en laissant se dérouler une corde à nœuds (un tous les 1/120 de mille, soit 15,43 m) derrière le navire pendant trente secondes ; chaque nœud compté (filé entre les doigts) donne un nœud de vitesse. L'ensemble corde et planchette qui sert d'ancre flottante s'appelle « loch à bateau ».

### Étalons issus d'usages

#### Unités de volume
- Tonneau : pour les navires, vaut 2,83 m3.
- Galopin : initialement, la quantité de vin bu en un repas ; actuellement, 12 cL de bière, ou un demi-ballon de vin.
- Picotin : quantité d'avoine donnée à un cheval valant environ trois litres.
- Kapok (ou kapoaka) : sur l’île de Madagascar, cette unité de volume de 0,3 l tire son nom d'une marque de lait concentré dont la boîte est utilisée pour mesurer les denrées alimentaires, dont le riz[5].